# Sekundära polynom
Inom matematiken är det sekundära polynomet {\displaystyle \{q_{n}(x)\}} associerat en följd {\displaystyle \{p_{n}(x)\}} av ortogonala polynom i förhållande till en densitet {\displaystyle \rho (x)} som definieras av
{\displaystyle q_{n}(x)=\int _{\mathbb {R} }\!{\frac {p_{n}(t)-p_{n}(x)}{t-x}}\rho (t)\,dt.}
För att se att funktioner som {\displaystyle q_{n}(x)} verkligen är polynom, betrakta då ett enkelt exempel på
{\displaystyle {\begin{aligned}q_{0}(x)&{}=\int _{\mathbb {R} }\!{\frac {t^{3}-x^{3}}{t-x}}\rho (t)\,dt\\&{}=\int _{\mathbb {R} }\!{\frac {(t-x)(t^{2}+tx+x^{2})}{t-x}}\rho (t)\,dt\\&{}=\int _{\mathbb {R} }\!(t^{2}+tx+x^{2})\rho (t)\,dt\\&{}=\int _{\mathbb {R} }\!t^{2}\rho (t)\,dt+x\int _{\mathbb {R} }\!t\rho (t)\,dt+x^{2}\int _{\mathbb {R} }\!\rho (t)\,dt\end{aligned}}}
vilket är ett polynom {\displaystyle x} förutsatt att de tre integralerna i {\displaystyle t} (momenten av densiteten {\displaystyle \rho }) är konvergenta.